# Crimson Crat Clan
Crimson Crat Clan（クリムゾン・クラット・クラン）は、株式会社Hanabee所属の5人組メンズアイドルグループ。「CCC（シーシーシー）」という略称もある。ファンの総称はROSE。

## 概要
2020年7月始動。始動時期については7月12日と表記される場合と7月23日と表記される場合の2パターンがある。
メンバー全員が楽天ライブのライバーとして活動しており、楽天ライブを通じてメンバー同士の出会いがあったことから結成に至った。こうした経緯から、グループ名「Crimson Crat Clan」の「Crimson」は楽天のイメージカラー「クリムゾンレッド」から名前をとっている。
現役人気ライバーとして活躍していたターゴ・C・マーキス、フータ・C・キング、ハヅキ・C・ヴァイカウント、ネオ・C・バーグレイヴ、ケンジ・C・グランドデューク、タカ・C・バロン、リョウタ・C・ナイト、ユウキ・C・プリンス、ミナト・C・エンペラーの9人体制で2020年始動。ライブ配信を行う現役ライバーからメンバーが集まり、｢貴族・社交界｣をコンセプトにした楽曲を展開している。現在はアーティスト、ライバーとしてだけではなく、YouTuberとしても活動しており、2025年6月30日現在のYoutubeのチャンネル登録者数は7.81万人である。メンバーはそれぞれMuchU LIVEで配信している。

## メンバー
| 名前                      | 生年月日       | 身長 血液型 | 出身地 | メンバーカラー | ファンマーク | キャッチフレーズ       | 備考                                |
| ------------------------- | -------------- | ----------- | ------ | -------------- | ------------ | ---------------------- | ----------------------------------- |
| ミナト・C・エンペラー     | 1995年9月27日  | 180cm A型   | 千葉   | ブルー         | ⚜️           | 冷酷艶美な絶対皇帝     | リーダー 歌手としても活動 元A-FLERE |
| ハヅキ・C・ヴァイカウント | 1996年5月11日  | 172cm AB型  | 大阪   | レッド         | 🚀🌕         | スマイリーギャング     | 元EXPGLab                           |
| フータ・C・キング         | 1995年11月3日  | 169cm B型   | 大阪   | イエロー       | ⛓            | 死ぬ事以外かすり傷     | 元CLOWN'S CROWN                     |
| リョウタ・C・ナイト       | 1995年12月11日 | 168cm AB型  | 大阪   | ピンク         | ⚠️🖖🏽         | ピーチクパーチクポーン | 元CLOWN'S CROWN                     |
| ターゴ・C・マーキス       | 1997年9月26日  | 174cm AB型  | 茨城   | オレンジ       | 🥕           | どMのマイルドヤンキー  | 元CIYST 最年少                      |

## 旧メンバー
| 名前                        | 生年月日       | 身長 血液型 | 出身地 | メンバーカラー | ファンマーク | キャッチフレーズ           | 備考 |
| --------------------------- | -------------- | ----------- | ------ | -------------- | ------------ | -------------------------- | --- |
| ネオ・C・バークレイヴ       | 1995年5月10日  | 166cm       | 兵庫   | 紫             | 😈           | 小悪魔第Ⅶ世代              | 2021年06月05日のライブをもってCrimson Crat Clanを卒業。 卒業後は西川音央として活動を続けている。 |
| タカ・C・バロン             | 1994年9月24日  | 171cm A型   | 千葉   | グリーン       | 🦅           | 魅惑のsweet face           | 重大な契約違反が発覚し､2022年10月4日付けでグループの脱退､事務所との契約解除となる｡ 元A-FLERE |
| ユウキ・C・プリンス         | 1993年12月27日 | 172cm O型   | 北海道 | ホワイト       | ❄️           | 最年長の最年少             | 2022年12月27日のライブをもって､Crimson Crat Clanを卒業し､芸能活動を引退｡(YouTube及びSNS·ライブ配信は同年12月31日まで続行) 元看護師                                                                                |
| ケンジ・C・グランドデューク | 1996年9月15日  | 177cm A型   | 神奈川 | ライトブルー   | 🐳           | 引きこもりシンデレラボーイ | 度重なる契約違反があり､その都度厳重注意を受けていたが､メンバー・本人との話し合いの結果､今後活動していく上で信頼関係が維持できないと判断し､2024年4月25日付けでグループの脱退､事務所との契約解除となる｡ 元KINGKNOCK |

## 来歴
2020年
- 6月21日　公式Twitterアカウント（@CrimsonCratClan）開設。※初投稿は6月25日
- 6月25日　「Crimson Crat Clan」結成。公式YouTube Channel、Instagramアカウント（@crimsoncratclan_official）開設。
- 7月3日　 始動に先駆けアルバム「ROSE」全5曲の全世界ストリーミング配信開始[3]。
- 7月12日　「Crimson Crat Clan」始動。
- 8月19日　Official TikTokの更新がスタート。
- 9月1日　YouTube公式チャンネル本格始動。
- 9月9日　TikTokに公式マークが付与される。
- 10月2日　CCC定期公演vol.3からCCCポイントカード始動。
- 10月20日　CCC Official TikTokのフォロワー数が1万人突破。
- 10月30日　CCC Official TikTokのフォロワー数が5万人突破。

2021年
- 3月1日　大手牛丼チェーン「松屋」にて1stシングル「LOVE&LIFE」が店内BGMとして採用され3月1日～3月15日まで期間限定で放送される。
- 3月12日　9thシングル「LOVE&LIFE」の全世界ストリーミング配信開始。
- 6月5日　CCC定期公演＠方南町Mboxxをもってメンバーのネオ・C・バーグレイヴがCCCを脱退。
- 6月7日　CLUB SEATA「EDGE TIME -2021 June-」より8人体制での活動を開始。
- 7月26日　公式Instagramにて新アーティスト写真公開。
- 8月13日　6thシングル「8Bullet」リリース。
- 8月28日　タカに関するSNS上での諸問題が発覚しタカの1ヶ月謹慎処分が発表される。
- 9月1日　公式YouTubeチャンネル登録者数1万人突破。毎日動画投稿を発表。チャンネル名を「CCC Official YouTube Channel」から「【CCC】Crimson Crat Clan」に変更。
- 9月9日　「CCC TikTok 2nd season」アカウントの投稿スタート。
- 10月9日　タカ芸能活動再開。
- 11月10日　6thシングル「8Bullet」のMVをYouTube公式チャンネルにて公開。
- 11月20日　公式YouTubeチャンネル登録者数2万人突破。
- 12月10日　7thシングル「WeAre!!」リリース。
- 12月17日　公式YouTubeチャンネル登録者数3万人突破。
- 12月28日　全国のコンビニエンスストア「ローソン」にて7thシングル「WeAre!!」が店内BGMとして採用され2021年12月28日～2022年1月4日まで期間限定で放送される。

2022年
- 1月1日　大手牛丼チェーン「松屋」にて7thシングル「WeAre!!」が店内BGMとして採用され1月1日～1月15日まで期間限定で放送される。
- 1月4日　公式YouTubeチャンネル登録者数4万人突破。
- 1月14日　YouTube公式チャンネルにて8thシングル「My Way」のMV公開。
- 1月28日　4thシングル「My Way」リリース。
- 2月2日　公式YouTubeチャンネル登録者数5万人突破。
- 2月14日　公式YouTubeチャンネルにて9thシングル「LOVE&LIFE」のLyric Movieを公開。
- 3月8日　公式YouTubeチャンネルにて10thデジタルシングル 「GOD DIVA」のMVを公開。
- 3月9日　5thデジタルシングル 「GOD DIVA」リリース。
- 9月1日　公式YouTubeチャンネルにて6thデジタルシングル「Midnight Drivin'」のMVを公開｡
- 9月2日　6thデジタルシングル「Midnight Drivin'」リリース｡
- 10月4日　タカ重大な契約違反があり、脱退
- 10月13日　2022年12月31日をもってユウキが脱退及び芸能界引退することを発表。

## 作品

### アルバム
| #   | 配信開始日 | タイトル            | 収録曲        |
| --- | ---------- | ------------------- | ------------- |
| 1st | 2020/07/03 | Debut Album「ROSE」 | ROSE          |
| 1st | 2020/07/03 | Debut Album「ROSE」 | Party Animal  |
| 1st | 2020/07/03 | Debut Album「ROSE」 | High Roller's |
| 1st | 2020/07/03 | Debut Album「ROSE」 | Checkmate     |
| 1st | 2020/07/03 | Debut Album「ROSE」 | Thank U Love  |

### シングル
| #    | 配信開始日 | タイトル             | 品番 |
| ---- | ---------- | -------------------- | ---- |
| 1st  | 2021/03/12 | LOVE＆LIFE           |      |
| 2nd  | 2021/08/13 | 8Bullet              |      |
| 3rd  | 2021/12/10 | We Are!!             |      |
| 4th  | 2022/01/28 | My Way               |      |
| 5th  | 2022/03/09 | GOD DIVA             |      |
| 6th  | 2022/09/02 | Midnight Drivin'     |      |
| 7th  | 2023/01/06 | Good bye Good luck!! |      |
| 8th  | 2023/09/01 | NEW KICKS            |      |
| 9th  | 2024/01/12 | Mellow Mellow        |      |
| 10th | 2024/05/24 | Give Me Your Love    |      |
| 11th | 2024/08/02 | King's Choice        |      |
| 12th | 2025/01/10 | LTL                  |      |
| 13th | 2025/4/27  | Starlight            |      |

### ミュージック・ビデオ
| 年   | タイトル             | リンク      | 監督 | 備考 |
| ---- | -------------------- | ----------- | ---- | ---- |
| 2021 | Checkmate            | [ 動画 1 ]  |      |      |
| 2021 | 8Bullet              | [ 動画 2 ]  |      |      |
| 2022 | My Way               | [ 動画 3 ]  |      |      |
| 2022 | GOD DIVA             | [ 動画 4 ]  |      |      |
| 2022 | Midnight Drivin’     | [ 動画 5 ]  |      |      |
| 2022 | Party Animal         | [ 動画 6 ]  |      |      |
| 2023 | Good bye Good luck!! | [ 動画 7 ]  |      |      |
| 2023 | NEW KICKS            | [ 動画 8 ]  |      |      |
| 2024 | Mellow Mellow        | [ 動画 9 ]  |      |      |
| 2024 | Give Me Your Love    | [ 動画 10 ] |      |      |
| 2024 | King's Choice        | [ 動画 11 ] |      |      |
| 2025 | Starlight            | [ 動画 12 ] |      |      |

## ライブ・イベント
2020年
- 07月18日　7月23日に予定していた初の単独ファンミーティングが新型コロナウイルス感染予防拡大による防止処置実施の為、8月30日に開催延期が決定。
- 08月30日　方南町 Mboxxにて初の単独ファンミーティングを開催。
- 09月07日　TSUTAYA O-EASTで開催されたContact×Point vol.1にてステージデビュー。
- 09月13日　横浜アリーナで開催された「らいコレ Fes」に出演しライブパフォーマンスを披露。
- 12月09日　吉祥寺CLUB SEATAにて開催された「creamSODA vol.7」にてCheckmate&新衣装お披露目。

2021年
- 03月14日　CCC定期公演@方南町Mboxxにて新曲「LOVE&LIFE」お披露目。
- 03月24日-28日　舞台『白豚貴族ですが前世の記憶が生えたのでひよこな弟育てます』新宿村LIVE公演にメンバーのネオ・C・バーグレイヴがレグルス役で出演。
- 07月04日　方南町 Mboxxにて初の主催ライブ「CCC×Re:sum2man」を開催。
- 07月23日　Veats SHIBUYAにて初のワンマンライブ「Masquerade Party V.I.P」を開催。新曲「8Bullet」&新衣装お披露目。600人動員チケットソールドアウト。

2022年
- 01月01日　大手牛丼チェーン「松屋」にて3stシングル「WeAre!!」が店内BGMとして採用され1月1日～1月15日まで期間限定で放送される。
- 01月04日　公式YouTubeチャンネル登録者数4万人突破。
- 01月14日　YouTube公式チャンネルにて4thシングル「My Way」のMV公開。
- 01月28日　4thシングル「My Way」リリース。
- 02月02日　公式YouTubeチャンネル登録者数5万人突破。
- 02月14日　公式YouTubeチャンネルにて1stシングル「LOVE&LIFE」のLyric Movieを公開。
- 03月08日　公式YouTubeチャンネルにて5thデジタルシングル 「GOD DIVA」のMVを公開。
- 03月09日　5thデジタルシングル 「GOD DIVA」リリース。
- 09月01日　公式YouTubeチャンネルにて6thデジタルシングル「Midnight Drivin'」のMVを公開｡
- 09月02日　6thデジタルシングル「Midnight Drivin'」リリース｡
- 09月02日-18日　MAGNET by SHIBUYA109 5Fに写真展。
- 09月03日　東京ガールズコレクション（TGC）にオープニングアクトとして出演[4]。

### 動画
1. ↑  【CCC】Crimson Crat Clan (2021-02-01), 【MV】Checkmate/Crimson Crat Clan(クリムゾン・クラット・クラン) 2025年7月30日閲覧。
2. ↑  【CCC】Crimson Crat Clan (2021-11-10), 【MV】 8Bullet /Crimson Crat Clan(クリムゾン・クラット・クラン) 2025年7月30日閲覧。
3. ↑  【CCC】Crimson Crat Clan (2022-01-14), 【MV】My Way /Crimson Crat Clan(クリムゾン・クラット・クラン) 2025年7月30日閲覧。
4. ↑  【CCC】Crimson Crat Clan (2022-03-08), 【MV】GOD DIVA /Crimson Crat Clan(クリムゾン・クラット・クラン) 2025年7月30日閲覧。
5. ↑  【CCC】Crimson Crat Clan (2022-09-01), 【MV】Midnight Drivin’ /Crimson Crat Clan(クリムゾン・クラット・クラン) 2025年7月30日閲覧。
6. ↑  【CCC】Crimson Crat Clan (2022-12-07), 【MV】Party Animal / Crimson Crat Clan (クリムゾン・クラット・クラン) 2025年7月30日閲覧。
7. ↑  【CCC】Crimson Crat Clan (2023-01-05), 【MV】Good bye Good luck!! / Crimson Crat Clan(クリムゾン・クラット・クラン) 2025年7月30日閲覧。
8. ↑  【CCC】Crimson Crat Clan (2023-08-31), 【MV】NEW KICKS / Crimson Crat Clan(クリムゾン・クラット・クラン) 2025年7月30日閲覧。
9. ↑  【CCC】Crimson Crat Clan (2024-02-12), 【MV】Mellow Mellow / Crimson Crat Clan 《CCC×VANTAN》 2025年7月30日閲覧。
10. ↑  【CCC】Crimson Crat Clan (2024-05-24), 【MV】Crimson Crat Clan / Give Me Your Love 2025年7月30日閲覧。
11. ↑  【CCC】Crimson Crat Clan (2024-08-09), 【MV】Crimson Crat Clan / King's Choice 2025年7月30日閲覧。
12. ↑  【CCC】Crimson Crat Clan (2025-04-26), 【MV】Crimson Crat Clan / Starlight 2025年7月30日閲覧。